# Megan Gallagher
Megan Gallagher (Reading, 6 febbraio 1960) è un'attrice statunitense.
I ruoli più importanti per cui è ricordata sono quello della moglie di Garry Shandling nella commedia The Larry Sanders Show (1992-1995) e di Catherine Black, moglie di Frank Black, interpretato da Lance Henriksen, nella serie televisiva Millennium (1996-1999).

## Biografia
È nata a Reading, in Pennsylvania, ed è cresciuta in Wyomissing, sempre in Pennsylvania. Sua madre, Aileen Gallagher, era una modella. Megan studia alla Juilliard School, e nel 1982 si ritrova nella stessa classe di Penny Johnson Jerald, Jack Kenny, Jack Stehlin, e Lorraine Toussaint.
La sua prima apparizione come attrice fissa risale al 1986, quando recita nella serie americana Hill Street giorno e notte (1986–1987), seguono poi The Slap Maxwell Story (1987–1988), China Beach (1988–1989) e Un filo nel passato (1995–1996). Altre sue apparizioni includono L.A. Law - Avvocati a Los Angeles, E.R. - Medici in prima linea, American Dreams, The Mentalist e The Larry Sanders Show come seconda ex moglie di Larry durante la prima stagione e più apparizioni durante i 53 episodi della serie. Ha avuto anche una breve apparizione durante la sesta stagione di 24.
Dal 1993 prende parte al franchise di fantascienza Star Trek, interpretando alcuni personaggi alieni minori nelle due serie televisive Star Trek: Deep Space Nine e Star Trek: Voyager. Nella prima impersona la femmina Tyrana Marel nell'episodio della seconda stagione Il simbionte (Invasive Procedure, 1993), al fianco della guest star John Glover, nella parte del Trill Verad, e di Tim Russ, nella parte del Klingon T'Kar. Nella quarta stagione interpreta poi l'infermiera Garland, nell'episodio Gli omini verdi (Little Green Man, 1995). Infine, nella seconda serie, appare nell'episodio della settima stagione Anima e corpo (Body and Soul, 2000), dove impersona la femmina Lokirrim Jaryn.
Nel 2010, appare nel film indipendente Alyce.

## Vita privata
È sposata con l'attore statunitense Jeff Yagher, con il quale ha avuto due figli.

## Filmografia parziale

### Cinema
- L'ambulanza (The Ambulance), regia di Larry Cohen (1990)
- Ripple, regia di Jonathan Segal (1995) - corto
- Con gli occhi dell'amore (Breaking Free), regia di David Mackay (1995)
- Fuga dal crimine (Crosscut), regia di Paul Raimondi (1996)
- Contagion, regia di John Murlowski (2002)
- Maial College (Van Wilder), regia di Walt Becker (2002)
- Gli occhi della follia (Blind Obsession), regia di Robert Malenfant (2002)
- La casa infestata (Inhabited), regia di Kelly Sandefur (2003)
- Mr. & Mrs. Smith, regia di Doug Liman (2005)
- Alyce, regia di Jay Lee (2011)

### Televisione
- Macy's Thanksgiving Day Parade, regia di Dick Schneider - film TV (1982)
- Buffalo Bill - serie TV, episodio 2x09 (1984)
- Sins of the Past, regia di Peter H. Hunt - film TV (1984)
- George Washington, regia di Buzz Kulik - miniserie TV (1984)
- At Your Service, regia di James Burrows - film TV (1984)
- L.A. Law - Avvocati a Los Angeles (L.A. Law) - serie TV, episodio 1x01 (1986)
- Hill Street giorno e notte (Hill Street Blues) -  serie TV, 19 episodi (1986-1987)
- The Slap Maxwell Story - serie TV, 14 episodi (1987-1988)
- China Beach - serie TV, 17 episodi (1988-1991)
- Charlie Champagne (Champagne Charlie), regia di Allan Eastman - miniserie TV (1989)
- Law & Order - I due volti della giustizia (Law & Order) - serie TV, episodio 1x14 (1991)
- Blossom - Le avventure di una teenager (Blossom) - serie TV, episodio 1x12 (1991)
- Tra le mani di uno sconosciuto (...And Then She Was Gone), regia di David Greene - film TV (1991)
- Pacific Station - serie TV, 5 episodi (1991-1992)
- The Larry Sanders Show - serie TV, 14 episodi (1992-1995)
- La famiglia Brock (Picket Fences) - serie TV, episodio 2x06 (1993)
- Il cane di papà (Empty Nest) - serie TV, episodio 6x12 (1993)
- Star Trek: Deep Space Nine - serie TV, episodi 2x04-4x08 (1993-1995)
- L'ombra della seduzione (Trade-Off), regia di Andrew Lane - film TV (1995)
- Un filo nel passato (Nowhere Man) - serie TV, 4 episodi (1995-1996)
- E.R. - Medici in prima linea (ER) - serie TV, episodi 2x13-2x17 (1996)
- L'amore di un padre (A Father's Love), regia di Chuck Bowman - film TV (1996)
- Millennium - serie TV, 44 episodi (1996-1999)
- Magia a Natale (Like Father, Like Santa), regia di Michael Scott - film TV (1998)
- Oltre i limiti (The Outer Limits) - serie TV, episodio 5x22 (1999)
- Senza lasciare traccia (Lethal Vows), regia di Paul Schneider - film TV (1999)
- Chicken Soup for the Soul - serie TV, 1 episodio (2000)
- Star Trek: Voyager- serie TV, episodio 7x07 (2000)
- In tribunale con Lynn (Family Law) - serie TV, episodio 3x07 (2001)
- Senza traccia (Without a Trace) - serie TV, episodio 1x02 (2002)
- CSI - Scena del crimine (CSI: Crime Scene Investigation) - serie TV, episodi 2x20-11x15 (2002-2011)
- The District - serie TV, episodio 3x13 (2003)
- Caccia al killer (1st to Die), regia di Russell Mulcahy - film TV (2003)
- Gli ultimi ricordi (A Time to Remember), regia di John Putch (2003)
- Homeland Security, regia di Daniel Sackheim (2004)
- Life as We Know It - serie TV, 4 episodi (2004-2005)
- American Dreams - serie TV, episodio 3x17 (2005)
- Best Friends, regia di Michael Scott - film TV (2005)
- Boston Legal - serie TV, episodio 2x12 (2006)
- Settimo cielo (7th Heaven) - serie TV, episodi 10x21-10x22 (2006)
- 24 - serie TV, 4 episodi (2007)
- Crossing Jordan - serie TV, episodio 6x12 (2007)
- Numb3rs - serie TV, episodio 4x10 (2007)
- The Mentalist - serie TV, episodio 3x10 (2010)
- Scandal - serie TV, episodio 1x02 (2012)
- Monday Mornings - serie TV, episodio 1x09 (2013)
- Suits - serie TV, episodi 3x05-3x09 (2013)
- Warehouse 13 - serie TV, episodio 5x02 (2014)
- Grey's Anatomy - serie TV, episodio 11x01 (2014)
- NCIS - Unità anticrimine (NCIS) - serie TV, 3 episodi (2019-2021)

## Teatro
- A Few Good Men (1989-1991)
- Angels in America: Millennium Approaches (1993-1994)
- Angels in America: Perestroika (1993-1994)

## Discografia parziale
Audiolibri
- 1996 - Moonlight Becomes You

## Riconoscimenti
- Theatre World Award
  - 1990 – Theatre World Award per A Few Good Men[2]
- Outer Critics Circle Award
  - 1990 – Eccezionale performance di debutto per A Few Good Men[2]

## Doppiatrici italiane
Nelle versioni in italiano delle opere in cui ha recitato, Megan Gallagher è stata doppiata da:
- Laura Boccanera in Contagion, Senza traccia, Life as We Know It
- Alessandra Korompay in The District, NCIS - Unità anticrimine (ep. 16x17, 17x12)
- Aurora Cancian in China Beach
- Silvia Pepitoni in Charlie Champagne
- Roberta Paladini in E.R. - Medici in prima linea
- Roberta Greganti in L'amore di un padre
- Liliana Sorrentino in Millennium
- Roberta Pellini in 24
- Mariadele Cinquegrani in CSI - Scena del crimine (ep. 11x15)
- Patrizia Scianca in Scandal
- Pinella Dragani in Senza lasciare traccia
- Emanuela Baroni in The Mentalist
- Barbara Berengo Gardin in Major Crimes
- Irene Di Valmo in Station 19
- Tatiana Dessi in NCIS - Unità anticrimine (ep. 19x05)